# Valby Tingsted
Valby Tingsted er en gade mellem Valby Langgade og Rughavevej i Valby i København samt en plads ved hjørnet af Valby Langgade. Gaden og pladsen ligger i det der var midten af Valby, dengang denne københavnske bydel var en landsby udenfor København, idet pladsen ligger der hvor landsbyens mødested med tingsten i sin tid lå. Navnet kom til i 1929 i forbindelse med gadeomlægninger og erstattede Lille Skolegade (indtil 1914 Asylgade), der gik langs pladsens nuværende sydside, og Sankt Jørgens Gade, der var navnet på gaden ned til Rughavevej.
Gadens bebyggelse er af blandet karakter med mindre villaer, toetages bygninger og en enkelt etageejendom. Nr. 3 er daginstitutionen Valby Børneasyl fra 1874. Ved pladsen ligger desuden en mindre del af indkøbscentret Spinderiet, der er adskilt fra den primære del lidt sydvest herfor på den anden side af Annexstræde. På selve pladsen står Hanne Varmings skulptur Konen med Hundene, der blev opsat 7. maj 2013.
I en årrække indtil 1969 kørte der sporvogne på vej til og fra drift ad Valby Tingsted som en del af vejen mellem endestationen på Toftegårds Plads og Valby Remise ved Valby Langgade.